# Anang Hermansyah
Anang Hermansyah (ur. 18 marca 1969 w Jember) – indonezyjski piosenkarz i polityk.

## Życiorys
Urodził się 18 marca 1969 w Jember (prowincja Jawa Wschodnia). Kształcił się na uczelni Universitas Islam Bandung.
W Bandungu dołączył do lokalnej formacji muzycznej, na czele której stał Doel Sumbang. Następnie wyjechał do Dżakarty. Wygrał festiwal Rock se-Jawa-Bali, a potem wydał album zatytułowany Katrina (1993), wraz z grupą Kidnap. Album ten okazał się jednak komercyjnym fiaskiem.
Artysta związał się z piosenkarką Krisdayanti. Z żoną nagrał szereg albumów w duecie. Współpracę rozpoczęli w 1995 roku, a pobrali się rok później. Z tej okazji wydali album zatytułowany Cinta. Dużym sukcesem duetu był album Makin Aku Cinta (2001). Utwory z tego albumu (jak np. „Senafsu”, „Makin Aku Cinta”, „Sampai Mati”, „Jangan Tak Setia”, „Selalu Cinta”, „Ujung Umur”) znalazły się na szczytach list przebojów w radiu i telewizji. Ponadto sztandarowy utwór o tym samym tytule zdobył nagrody dla piosenki roku na AMI Sharp Awards 2001 i Anugerah Planet Muzik 2002.

## Dyskografia
Albumy solowe
- 1992: Biarkanlah
- 1994: Lepas
- 1996: Melayang
- 1999: Tania
- 2001: Jati Diri
- 2003: Mata Cinta
- 2009: Separuh Jiwaku Pergi

Albumy w duecie
- 1996: Cinta
- 1997: Kasih
- 1998: Buah Hati
- 2001: Makin Aku Cinta
- 2002: Menuju Terang
- 2006: Sepuluh Tahun Pertama
- 2009: Dilanda Cinta
- 2010: Jangan Memilih Aku
- 2011: Tanpa Bintang
- 2011: Jodohku

Źródło:

## Filmografia
- 2011: Baik-Baik Sayang
- 2013: Romantini

Źródło:

## Nagrody
- Najlepszy wokalista (Vokalis Terbaik), Rock Festival Jawa-Bali (1989)
- WMI Double Platinum za album „Cinta”, duet z Krisdayanti (1997)
- WMI Quadruple Platinum za album „Cinta”, duet z Krisdayanti (1997)
- WMI’s Double Golden za album „Kasih”, duet z Krisdayanti (1998)
- Best Song of The Year, „Makin Aku Cinta”, duet z Krisdayanti, AMI Sharp Awards (2001)
- Best Duo of The Year, „Makin Aku Cinta”, duet z Krisdayanti, AMI Sharp Awards (2001)
- The Coolest Song, „Makin Aku Cinta”, duet z Krisdayanti, Clear Top 10 Awards (2001)
- Best Song of The Year, Anugerah Planet Muzik, „Makin Aku Cinta”, duet z Krisdayanti (2002)

Źródło: